# 王亮 (明朝)
王亮（1546年—1603年），字茂大，一作字穉玉，号楼峰，浙江台州府臨海縣人，民籍，明朝政治人物。

## 生平
萬曆元年（1573年）癸酉科浙江鄉試第二十一名，萬曆五年（1577年）丁丑科會試第八十四名，登三甲第一百一十九名進士。隆庆四年（1570年）讲学于杭州天真书院，與王士性，钟化民有往來。万历五年（1577年）丁丑科进士，授江西进贤知县。因得罪張居正，六年不调。張居正死後，十一年八月授兵科给事中，十二年三月升湖广佥事，丁父憂歸。十五年十一月復除四川佥事、清军屯田驿传水利盐法茶法。十六年十一月升陕西苑马寺少卿、整饬靖虏兵粮，鎮壓承恩父子之亂有功，十九年五月升任苑马寺正卿。二十年十月因转移家属躲避鞑虏，降一级，贬福建都转盐运司副使。二十二年九月降补本寺少卿仍兼佥事。以老歸里，归乡十余年，病逝于家。著有《穉玉集》八卷。

## 家族
曾祖王愿，贈奉直大夫刑部員外郎；祖父王度，字律生，号石梁，嘉靖癸未進士，曾任建昌知府；父王胤東（1521年-1584年），字伯祚，号盖竹，晚年号回浦，曾任常州府訓導。母戴氏。严侍下。潘汝宁妻子王氏，是王亮之女，嫁给潘氏十载。丈夫病剧，割股救之，不起，王氏即斋沐告天，三断其喉而殒。万厯时旌表。